# Arise and shine, volume 2
Arise and shine volume 2 - Risen is een studio- annex verzamelalbum van The Enid. The Enid is een muziekgroep die een onregelmatig bestaan kent vanwege de ziektes van de leider Godfrey. In het begin van de 21e eeuw kwam weer een versie van de band naar optredens en verscheen er ook weer nieuwe muziek. Tegelijkertijd moest oud repertoire ingestudeerd worden door de nieuwe leden. Die repetities groeiden uit naar een album met oude nummers van de band. Zo werden zowel de nieuwe musici als eventuele nieuwe fans klaargestoomd voor de concertreeks. Dat was bij sommige nummers, want net zoals de band een onregelmatig bestaan kende, de opnamen uit het verleden waren niet allen meer beschikbaar (geruzie met platenlabels. Als afsluiter van het in Northampton opgenomen album diende Mockingbird van Barclay James Harvest. Godfrey maakte voor korte tijd deel uit van die band en bracht zo een eerbetoon aan de eind 2010 overleden toetsenist van die band Woolly Wolstenholme. Anderen zagen dit eerbetoon als lijkenpikkerij, de verhouding tussen Godfrey en Wolstenholme/BJH-fans was niet altijd even goed.  
Door nummers opnieuw op te nemen, stond op dit album wederom een nieuwe versie van Fand, hét nummer van de band. Na het album volgde er een toer met daarin een concert met het City of Birmingham Symphony Orchestra.

## Musici
- Robert John Godfrey – toetsinstrumenten
- Jason Ducker – gitaar
- Max Read – gitaar, basgitaar, zang
- Nic Willes – percussie, basgitaar, gitaar
- Dave Storey – slagwerk, percussie

## Muziek
| Nr. | Titel                                                       | Duur |
| --- | ----------------------------------------------------------- | ---- |
| 1.  | Childe Roland (Godfrey, Francis Lickerish, Stephen Stewart) |      |
| 2.  | The tower (Godfrey, Stewart, Lickerish)                     |      |
| 3.  | The mirror of love (Godfrey)                                |      |
| 4.  | Something wicked this way comes (Godfrey, Stewart)          |      |
| 5.  | Spring (Godfrey, Stewart)                                   |      |
| 6.  | Fand (Godfrey, Stewart, Lickerish)                          |      |
| 7.  | Encore (omgewerkte klassieke muziek)                        |      |
| 8.  | Mockingbird (John Lees, Godfrey)                            |      |